# Phryno vetula
Phryno vetula là một loài ruồi trong họ Tachinidae.